# Gniezno (Landgemeinde)
Die gmina wiejska Gniezno [ˈgɲɛznɔ] ist eine selbständige Landgemeinde in Polen im Powiat Gniezno in der Woiwodschaft Großpolen. Ihr Sitz befindet sich in der Stadt Gniezno (deutsch Gnesen). Die Landgemeinde, zu der die Stadt Gniezno selbst nicht gehört, hat eine Fläche von 178 km², auf der (Stand: 31. Dezember 2020) 12.644 Menschen leben.

## Geschichte
Von 1975 bis 1998 gehörte die Landgemeinde zur Woiwodschaft Posen.

## Geographie
Das Gebiet der Landgemeinde umfasst die Stadt Gniezno im Westen, Norden und Osten.

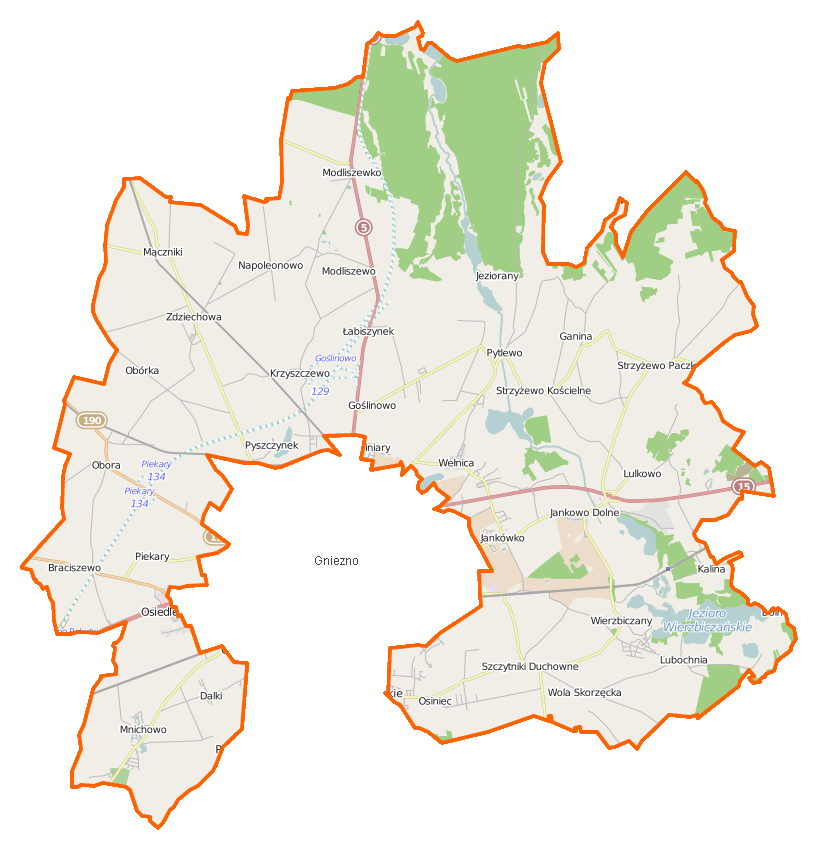
Karte der Landgemeinde

## Gemeindegliederung
Die Landgemeinde Gniezno umfasst folgende Ortschaften:
| Name          | deutscher Name (1815–1918)         | deutscher Name (1939–1945) | Name                 | deutscher Name (1815–1918)                | deutscher Name (1939–1945)                     |
| ------------- | ---------------------------------- | -------------------------- | -------------------- | ----------------------------------------- | ---------------------------------------------- |
| Braciszewo    | Braziszewo 1904–1918 Brazischewo   | Lindenhof                  | Obora                | Obora                                     | 1939–1943 Hermannsruh 1943–1945 Schipplicksruh |
| Dalki         | Dalki                              | Dohlenhain                 | Obórka               | Friedrichshain                            | Friedrichshain                                 |
| Dębówiec      | Dembowietz                         | Grünwerder                 | Osiniec              | Charlottenhof                             | Charlottenhof                                  |
| Ganina        | Klewitzdorf                        | Klewitzdorf                | Piekary              | Piekary 1904–1918 Kornhof                 | Kornhof                                        |
| Goślinowo     | Goslinowo 1912–1918 Goslau         | Goslau                     | Pyszczyn             | Pyszczyn                                  | Seefeld                                        |
| Jankowo Dolne | Jankowo 1904–1918 Talsee           | Talsee                     | Pyszczynek           | Pyszczynek 1912–1918 Hüserstett           | 1939–1943 Hüserstett 1943–1945 Hüserstätt      |
| Kalina        | Braunsfeld                         | Braunsfeld                 | Skiereszewo          | Skiereszewo 1908–1918 Kirschdorf          | Kirschdorf                                     |
| Krzyszczewo   | Krzyszczewo 1904–1918 Kreuztal     | Kreuztal                   | Strzyżewo Witkowskie | Königlich Strzyzewo                       | Tiefenbach                                     |
| Łabiszynek    | Labiszynek 1904–1918 Labischinek   | Laben                      | Strzyżewo Paczkowe   | Strzyzewo Paczkowo 1906–1918 Alt-Striesen | Striesen                                       |
| Lubochnia     | Lubochnia                          | Lubenwalde                 | Strzyżewo Smykowe    | Strzyzewo Smykowe 1904–1918 Neu-Striesen  | Neustriesen                                    |
| Lulkowo       | Lulkowo 1908–1918 Lukrode          | Lukrode                    | Szczytniki Duchowne  | Königlich Szczytnik                       |                                                |
| Mączniki      | Montschnik                         | Mahlen                     | Wełnica              | Welnica                                   | Wollheim                                       |
| Mnichowo      | Mnichowo 1904–1918 Mönchsee        | Mönchsee                   | Wierzbiczany         | Wierzbiczany                              | Weidenhof                                      |
| Modliszewo    | Modliszewo 1908–1918 Modlin        | Molten                     | Wola Skorzęcka       | Wola Skorzencin                           | Woltershagen                                   |
| Modliszewko   | Modliszewko 1908–1918 Modlinshagen | Moltenhagen                | Zdziechowa           | Zdziechowo 1904–1918 Zechau               | Zechau                                         |
| Napoleonowo   | Napoleonowo                        | Friedrichshof              |                      |                                           |                                                |